# Hwasong-6

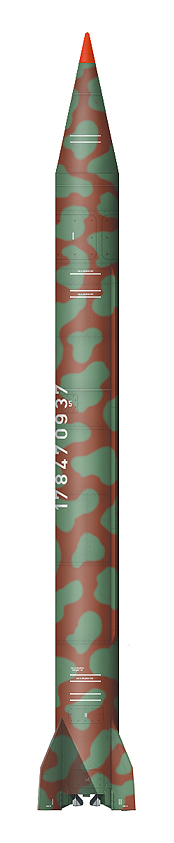
Hwasong 6

Hwasong-6 ist die nordkoreanische Bezeichnung der Kurzstreckenrakete R-17M Rekord aus der Sowjetunion.
Nordkorea beschaffte sich in den 1980er-Jahren in der Sowjetunion R-17M-Kurzstreckenraketen. Ältere Quellen gingen zunächst davon aus, dass Nordkorea später die R-17M, mittels Reverse Engineering nachbaute und exportierte. Da Nordkorea zu diesem Zeitpunkt über keine Produktionskapazität für die R-17M-Kernelemente (Triebwerk, Treibstofftanks, Lenkeinheit) verfügte, scheint dies sehr unwahrscheinlich. Neuere Quellen gehen davon aus, dass es sich bei den aus Nordkorea stammenden R-17M-Raketen um Restbestände aus Russland handelt, welche Nordkorea unter der Bezeichnung Hwasong-6 als Zwischenhändler exportiert. Obwohl die Bezeichnung Hwasong-6 eine Eigenproduktion suggerieren soll, handelt es sich bei dieser Rakete demnach lediglich um eine lokale Bezeichnungen für die russischen R-17M-Raketen.
Die Leistungen der Hwasong-6 sind gleich der sowjetischen R-17M-Rakete. Demnach hat Hwasong-6 mit einer Nutzlast von 750 kg eine Reichweite von 450–500 km.